# Hnutí Generace
Hnutí Generace (zkratka Generace) je české středopravicové, liberální a proevropské hnutí založené v dubnu 2024. Jeho vývoj započal v roce 2021. Předsedou a zakladatelem hnutí je český student a politik Daniel Krutý. Místopředsedy hnutí jsou Petr Jindřichovský a Martin Szetei.

## Historie
Daniel Krutý se již od dětství velmi zajímal o politiku. Se svými kamarády o ní často diskutoval. Společně začali přemýšlet o založení politického hnutí. K tomuto kroku se Krutý rozhodl v roce 2021. Tehdy mu bylo pouhých patnáct let. S vybudováním hnutí mu pomáhal jeho kamarád a student Martin Szetei.
Dne 25. března 2024 dovršil Krutý plnoletosti, a proto bylo 12. dubna hnutí oficiálně registrované pod názvem Hnutí Generace.
Řídí ho tři lídři – studenti Daniel Krutý a Martin Szetei a advokát Petr Jindřichovský.
Mezi hlavní témata, na která se hnutí zaměřuje, patří například demokracie, svoboda, kyberbezpečnost, ochrana digitálního prostoru, sociální terorismus, rozpočtová odpovědnost, udržitelnost nebo mezigenerační a genderová soudržnost.
Svoji kampaň vedou převážně na sociálních sítích. Jako svůj slogan si zvolili „Jsme zajedno“.
Do povědomí Čechů se hnutí dostalo listopadovým vystoupením lídra Daniela Krutého v pořadu Máte slovo, které moderuje Michaela Jílková.

## Předsednictvo

### Současné
- předseda: Daniel Krutý, český středoškolský student
- 1. místopředseda: Petr Jindřichovský, český advokát
- 2. místopředseda: Martin Szetei, český student

## Kontroverze
Daniel Krutý čelí kontroverzím ohledně svých propojení s ruskými zájmy, zejména kvůli jeho spojení s Digital Policy Institute – Millenium 3000, think-tankem, který se v minulosti vyjadřoval v souladu s ruskými narativy. Institut v roce 2022 vyzval českou vládu, aby se zaměřila na prosazení míru na Ukrajině a na nic jiného. Kromě toho byl Krutý zmiňován v souvislosti s firmou Startelecom CZ, kde měl jeho otec figurovat s ruskými podnikateli. Tato propojení vedla k spekulacím o možném vlivu ruských zájmů na Krutého politické směřování, což on sám veřejně popřel.